# Wernborn
Wernborn is een plaats in de Duitse gemeente Usingen, deelstaat Hessen, en telt 1500 inwoners.